# Дуньхуанская карта

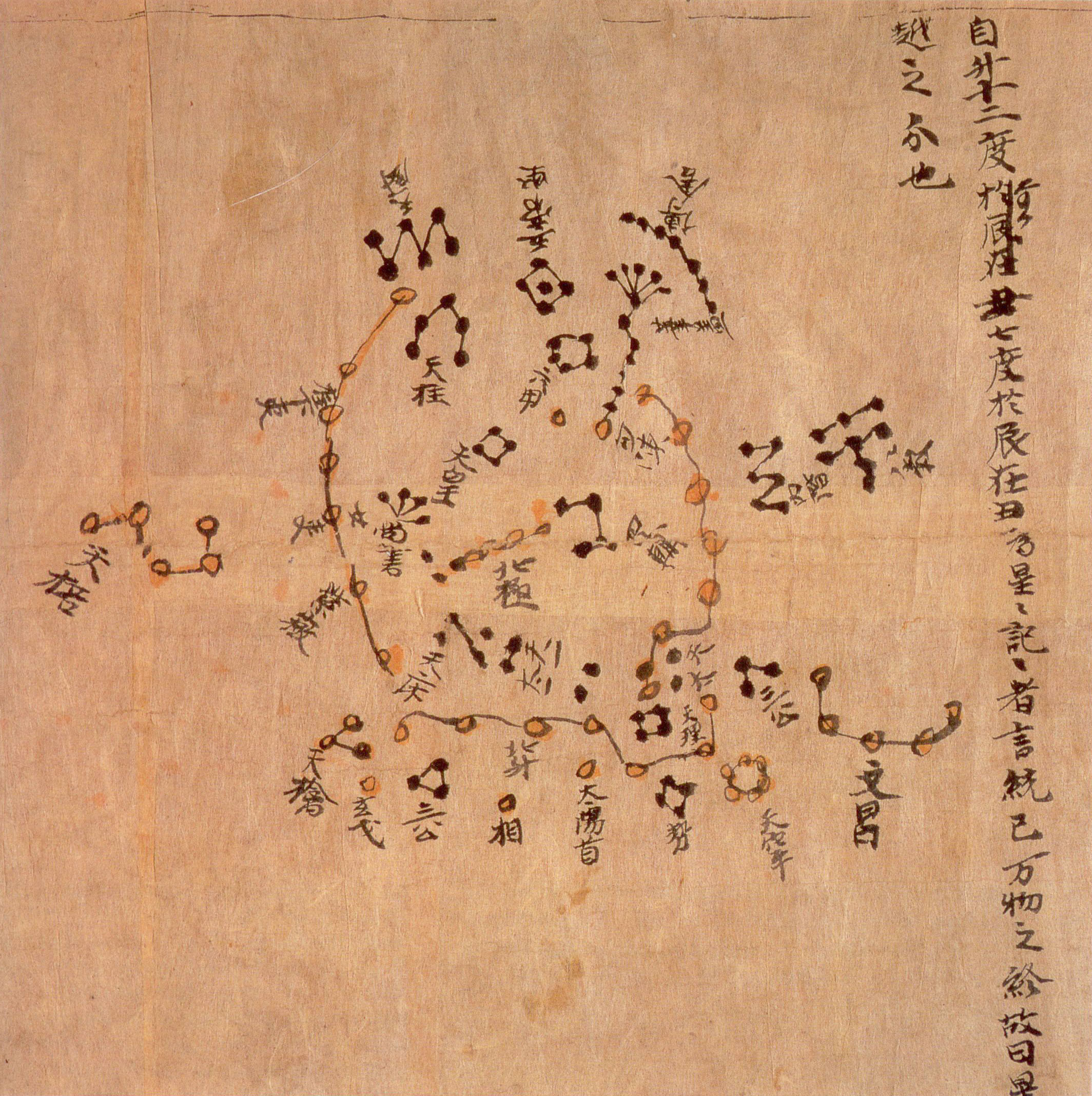
Фрагмент звёздной карты времён династии Тан, показывающий северную полярную область (Британская библиотека Or.8210/S.3326). Эта карта была сделана около 700 года, во времена правления императора Чжун-цзуна (705-710). Созвездия трёх школ отличались разными цветами: белым, чёрным и жёлтым для звёзд Ву Сианя, Гань Дэ и Ши Шэня соответственно. Весь набор звёздных карт содержал 1300 звёзд

Карта Дуньхуана или Звёздная карта Дуньхуана (кит. 敦煌星图) является одним из первых известных графических изображений созвездий в представлении древнекитайской астрономии, датируемая периодом династии Тан (618–907). До обнаружения этой карты некоторая информация о созвездиях, упомянутых в исторических китайских текстах, вызывала сомнения. Карта обеспечивает графическую проверку наблюдений за звёздами и является частью серии изображений на одной из рукописей Дуньхуана. Астрономия, лежащая в основе карты, объясняется в образовательном ресурсе, размещённом на веб-сайте Международного проекта Дуньхуана, где была проведена большая часть исследований на карте. Звёздная карта Дуньхуана на сегодняшний день является самым старым в мире полным сохранившимся звёздным атласом.

## История
В начале 1900-х годов китайский последователь даосизма Ван Юаньлу в пещерах Могао обнаружил замурованную пещеру с тайником, содержащим рукописи. Свиток со звёздной картой был найден среди этих документов Аурелем Стейном, когда он посетил и исследовал содержание пещеры в 1907 году. Одно из первых публичных упоминаний этой рукописи в западных исследованиях было опубликовано в 1959 году в книге Джозефа Нидэма «Наука и цивилизация в Китае». С тех пор карте было посвящено всего несколько публикаций, почти все из которых были китайскими.

## Цвета
Символы для звёзд делятся на три разные группы. Группы представлены в трёх цветах, представляющих «Три школы астрономической традиции».
| Цвет    | Китайский астроном | Комментарии                                                                                   |
| ------- | ------------------ | --------------------------------------------------------------------------------------------- |
| Чёрный  | Гань Дэ (甘德)     |                                                                                               |
| Красный | Ши Шэнь (石申)     |                                                                                               |
| Белый   | У Сиань (巫咸)     | В его работах были несоответствия. Он обычно известен как астроном, который жил до Ганя и Ши. |
| Жёлтый  | Другие             |                                                                                               |